# Робинсон, Рамил
Рамил Джеймс Робинсон (англ. Rumeal James Robinson; родился 13 ноября 1966, Мандевилл, Манчестер, Ямайка) — американский профессиональный баскетболист.

## Ранние годы
Рамил Робинсон родился в городе Мандевилл (округ Манчестер, Ямайка), а вырос в городе Кеймбридж (штат Массачусетс), где учился в школе Кеймбридж Риндж энд Латин, в которой играл за местную баскетбольную команду.

## Студенческая карьера
В 1990 году закончил Мичиганский университет, где в течение трёх лет играл за команду «Мичиган Вулверинс», в которой провёл успешную карьеру, набрав в итоге 1446 очков, 353 подбора, 575 передач, 150 перехватов и 29 блок-шотов, хотя его команде ни разу не удавалось выиграть ни регулярный чемпионат, ни турнир конференции Big Ten. Однако это не помешало «Вулверинс» в 1989 году выиграть турнир Национальной ассоциации студенческого спорта (NCAA), обыграв в финале (80—79) команду «Сетон-Холл Пайрэтс», а победу своей команде принёс именно Робинсон, который за три секунды до конца матча реализовал два решающих штрафных броска.

## Профессиональная карьера
Играл на позиции разыгрывающего защитника. В 1990 году был выбран на драфте НБА под 10-м номером командой «Атланта Хокс». Позже выступал за команды «Нью-Джерси Нетс», «Шарлотт Хорнетс», «Рапид-Сити Триллерс» (КБА), «Шривпорт Кроудадз» (КБА), «Шривпорт Сторм» (КБА), «Коннектикут Прайд» (КБА), «Портленд Трэйл Блэйзерс», «Лос-Анджелес Лейкерс», «Финикс Санз», «Гранд-Рапидс Хупс» (КБА), «Ла-Кросс Бобкэтс» (КБА), «КК Задар», «Скиппер Болонья» и «Маринос де Ориенте». Всего в НБА провёл 6 сезонов. В 1990 году включался во 2-ю всеамериканскую сборную NCAA. Всего за карьеру в НБА сыграл 336 игр, в которых набрал 2546 очков (в среднем 7,6 за игру), сделал 606 подборов, 1179 передач, 301 перехват и 54 блок-шота.
В 1995 году Робинсон выиграл в составе сборной США серебряные медали Панамериканских игр в Мар-дель-Плате.

## Проблемы с законом
После завершения профессиональной карьеры игрока Робинсон пытался заняться предпринимательской деятельностью, связанной с усовершенствованием недвижимости на родной Ямайке. 4 сентября 2009 года он был арестован и обвинён в банковских махинациях, взяточничестве и мошенничестве, связанных с финансированием развития проекта. Его приёмная мать утверждала, что была среди обманутых из её дома партнёрами Робинсона по бизнесу, которые просили её использовать свою недвижимость в качестве погашения залога на кредит.
8 сентября 2010 года Робинсон был признан виновным по 11 пунктам обвинения в федеральном суде города Де-Мойн (штат Айова). Он был признан виновным по обвинению во взяточничестве, мошенничестве, сговоре с целью совершения банковских махинаций и даче заведомо ложных показаний для финансового учреждения. 7 января 2011 года он был приговорён к шести с половиной годам (78 месяцам) тюрьмы за мошенничество и другие преступления. В марте 2012 года федеральный судья постановил, что на пенсионный фонд Робинсона в 369 000 долларов наложен административный арест, чтобы возместить ущерб по задолженности, связанной с его обманной бизнес-сделкой.

## Статистика

### Статистика в НБА
| Сезон                                                                                    | Команда    | Регулярный сезон | Регулярный сезон | Регулярный сезон | Регулярный сезон | Регулярный сезон | Регулярный сезон | Регулярный сезон | Регулярный сезон | Регулярный сезон | Регулярный сезон | Регулярный сезон | Серия плей-офф | Серия плей-офф | Серия плей-офф | Серия плей-офф | Серия плей-офф | Серия плей-офф | Серия плей-офф | Серия плей-офф | Серия плей-офф | Серия плей-офф | Серия плей-офф |
| Сезон                                                                                    | Команда    | GP               | GS               | MPG              | FG%              | 3P%              | FT%              | RPG              | APG              | SPG              | BPG              | PPG              | GP             | GS             | MPG            | FG%            | 3P%            | FT%            | RPG            | APG            | SPG            | BPG            | PPG            |
| ---------------------------------------------------------------------------------------- | ---------- | ---------------- | ---------------- | ---------------- | ---------------- | ---------------- | ---------------- | ---------------- | ---------------- | ---------------- | ---------------- | ---------------- | -------------- | -------------- | -------------- | -------------- | -------------- | -------------- | -------------- | -------------- | -------------- | -------------- | -------------- |
| 1990/91                                                                                  | Атланта    | 47               | 16               | 14,3             | 44,6             | 18,2             | 58,8             | 1,5              | 2,8              | 0,7              | 0,2              | 5,6              | 2              | 0              | 6,5            | 25,0           | -              | -              | 0,5            | 0,5            | 0,5            | 0,0            | 1,0            |
| 1991/92                                                                                  | Атланта    | 81               | 64               | 27,4             | 45,6             | 32,7             | 63,6             | 2,7              | 5,5              | 1,3              | 0,3              | 13,0             | Не участвовал  | Не участвовал  | Не участвовал  | Не участвовал  | Не участвовал  | Не участвовал  | Не участвовал  | Не участвовал  | Не участвовал  | Не участвовал  | Не участвовал  |
| 1992/93                                                                                  | Нью-Джерси | 80               | 28               | 19,8             | 42,3             | 35,7             | 57,4             | 2,0              | 4,0              | 1,2              | 0,2              | 8,4              | 5              | 5              | 27,2           | 42,9           | 28,6           | 71,4           | 2,4            | 7,0            | 1,0            | 0,0            | 9,8            |
| 1993/94                                                                                  | Нью-Джерси | 17               | 0                | 17,7             | 35,3             | 46,7             | 50,0             | 1,4              | 2,6              | 0,9              | 0,2              | 5,9              | Не участвовал  | Не участвовал  | Не участвовал  | Не участвовал  | Не участвовал  | Не участвовал  | Не участвовал  | Не участвовал  | Не участвовал  | Не участвовал  | Не участвовал  |
| 1993/94                                                                                  | Шарлотт    | 14               | 0                | 6,8              | 39,4             | 20,0             | 33,3             | 0,6              | 1,3              | 0,2              | 0,0              | 2,1              | Не участвовал  | Не участвовал  | Не участвовал  | Не участвовал  | Не участвовал  | Не участвовал  | Не участвовал  | Не участвовал  | Не участвовал  | Не участвовал  | Не участвовал  |
| 1995/96                                                                                  | Портленд   | 43               | 14               | 16,6             | 41,6             | 38,0             | 64,7             | 1,8              | 3,3              | 0,6              | 0,1              | 5,7              | 5              | 0              | 8,6            | 42,1           | 44,4           | 25,0           | 0,4            | 0,6            | 0,6            | 0,0            | 4,2            |
| 1996/97                                                                                  | Портленд   | 27               | 1                | 10,9             | 40,2             | 39,1             | 87,0             | 1,1              | 1,9              | 0,7              | 0,0              | 3,5              | 4              | 0              | 6,0            | 33,3           | 0,0            | 100,0          | 0,3            | 1,3            | 0,3            | 0,0            | 1,3            |
| 1996/97                                                                                  | Лейкерс    | 15               | 3                | 8,4              | 35,4             | 26,1             | 62,5             | 0,7              | 0,9              | 0,3              | 0,1              | 3,0              | Не участвовал  | Не участвовал  | Не участвовал  | Не участвовал  | Не участвовал  | Не участвовал  | Не участвовал  | Не участвовал  | Не участвовал  | Не участвовал  | Не участвовал  |
| 1996/97                                                                                  | Финикс     | 12               | 0                | 7,3              | 47,1             | 30,0             | 25,0             | 0,6              | 0,7              | 0,1              | 0,0              | 3,0              | Не участвовал  | Не участвовал  | Не участвовал  | Не участвовал  | Не участвовал  | Не участвовал  | Не участвовал  | Не участвовал  | Не участвовал  | Не участвовал  | Не участвовал  |
|                                                                                          | Всего      | 336              | 126              | 18,1             | 43,2             | 34,4             | 61,1             | 1,8              | 3,5              | 0,9              | 0,2              | 7,6              | 16             | 5              | 13,5           | 41,0           | 33,3           | 58,3           | 1,0            | 2,8            | 0,6            | 0,0            | 4,8            |
| Наведите курсор мыши на аббревиатуры в заголовке таблицы, чтобы прочесть их расшифровку. |            |                  |                  |                  |                  |                  |                  |                  |                  |                  |                  |                  |                |                |                |                |                |                |                |                |                |                |                |